# يوبي سوفت آنسي
يوبي سوفت آنسي (بالإنجليزية: Ubisoft Annecy)‏، هي شركة فرعية تابعة ليوبي سوفت الفرنسية، يقع مقرها في مدينة آنسي، أسست سنة 1996، وأنتجت عدة ألعاب ومنها ستيب.

## مصدر
1. ↑  Ubisoft - Annecy نسخة محفوظة 04 أغسطس 2017 على موقع واي باك مشين.

## وصلة خارجية
- الموقع الرسمي